# Gran Banc de les Bahames

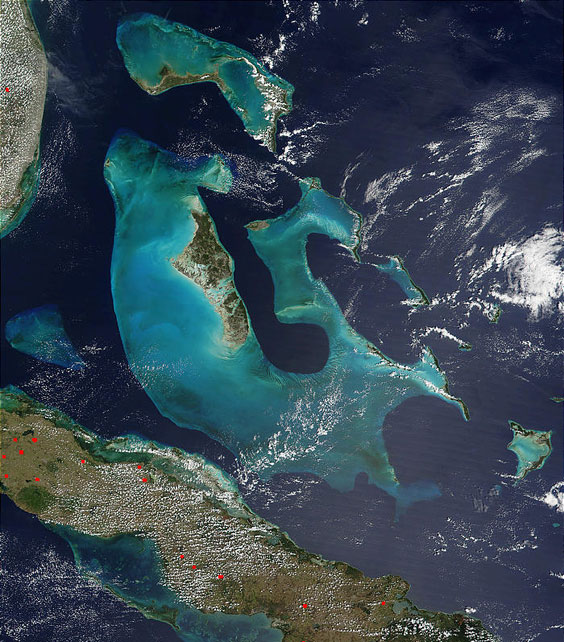
Els Bahama Banks: Little Bahama Bank al nord i Great Bahama Bank al sud. També és visible el Cay Sal Bank.

Els Bancs de les Bahames, en anglès:Bahama Banks són les plataformes de carbonat submergides que constitueixen gran part de l'Arxipèlag Bahama. El terme sol aplicar-se al referir-se al Great Bahama Bank a l'illa d'Andros, o al Little Bahama Bank de la Gran Bahama i Great Abaco, que són les més grans de les plataformes, i el Cay Sal Bank al nord de Cuba. Les illes d'aquests bancs són políticament part de les Bahames. Altres bancs són els tres bancs de les Illes Turks i Caicos, és a dir, el Banc Caicos de les Illes Caicos, el banc de les Illes Turks, i submergit completament el Banc Mouchoir. Més al sud-est són els igualment submergits Silver Bank i Nadal Bank al nord de la República Dominicana.

## Geologia
la calcària que comprèn els bancs s'ha anat acumulant des d'almenys el període Cretaci, i potser ja el Juràssic; avui el gruix total del Great Bahama Bank és de més de 4,5 quilòmetres (2,8 milles).A mesura que la calcària es diposita en aigües poc profundes, l'única manera d'explicar aquesta columna massiva és estimar que tota la plataforma s'ha reduït sota el seu propi pes a una velocitat d'aproximadament 3,6 centímetres per cada mil anys.
Les aigües dels bancs Bahama són molt poc profundes; en el Gran Banc Bahama no solen estar més enllà de 25 metres (80 peus)).
actualment, l'àrea de Bahames representa només una petita fracció de la seva extensió prehistòrica. Quan estaven exposats a l'atmosfera, l'estructura calcària va ser sotmesa a meteorització química que va crear les coves i forats comuns al terreny karst, resultant en estructures com el forat blau.